# The Pepsi-Cola Playhouse
The Pepsi-Cola Playhouse è una serie televisiva statunitense in 92 episodi trasmessi per la prima volta nel corso di 2 stagioni dal 1953 al 1955.
È una serie di tipo antologico sponsorizzata dalla Pepsi-Cola in cui ogni episodio rappresenta una storia a sé. Gli episodi sono storie di genere drammatico e vengono presentati da Arlene Dahl (1953-1954), Anita Colby (aprile-giugno 1954) e Polly Bergen (1954-1955).

## Interpreti
La serie vede la partecipazione di numerosi attori cinematografici e televisivi del periodo, molti dei quali interpretarono diversi ruoli in più di un episodio.
- Nancy Gates (4 episodi, 1953-1954)
- Jean Byron (4 episodi, 1953-1955)
- Marguerite Chapman (4 episodi, 1953-1954)
- Dorothy Green (4 episodi, 1953-1954)
- Robert Paige (4 episodi, 1953-1954)
- William Phipps (4 episodi, 1954)
- Alan Napier
- Eve Miller (3 episodi, 1953-1955)
- Craig Stevens (3 episodi, 1953-1955)
- Lloyd Corrigan (3 episodi, 1953-1954)
- Joanne Davis (3 episodi, 1953-1954)
- Frances Rafferty (3 episodi, 1953-1954)
- Alan Dexter (3 episodi, 1954-1955)
- Carolyn Jones
- Jack Kelly
- Claude Akins (3 episodi, 1955)
- James Millican
- Hayden Rorke
- Karen Sharpe (2 episodi, 1953-1955)
- Walter Coy
- Jorja Curtright (2 episodi, 1953-1954)
- Peter Graves (2 episodi, 1953-1954)
- Rick Jason (2 episodi, 1953-1954)
- Jay Novello
- Marilyn Erskine
- Dorothy Adams (2 episodi, 1954-1955)
- Sally Brophy (2 episodi, 1954-1955)
- Ross Elliott (2 episodi, 1954-1955)
- Vera Miles (2 episodi, 1954-1955)
- Jan Arvan (2 episodi, 1954)
- Frances Bavier (2 episodi, 1954)
- William Bishop
- Whit Bissell (2 episodi, 1954)
- Leslie Bradley (2 episodi, 1954)
- John Hoyt
- Andrea King (2 episodi, 1954)
- Lee Marvin
- George Nader
- Patrick O'Neal
- Onslow Stevens (2 episodi, 1954)
- Josephine Hutchinson (2 episodi, 1955)
- Brian Keith
- Eleanore Tanin (2 episodi, 1955)
- Peter J. Votrian (2 episodi, 1955)

## Produzione
La serie fu prodotta da Revue Productions e girata nei Republic Studios a North Hollywood in California. Le musiche di alcuni degli episodi furono composte da Stanley Wilson.

### Registi
Tra i registi sono accreditati:
- Paul Landres in 5 episodi (1954-1955)
- Richard Irving in 4 episodi (1954-1955)
- Robert G. Walker in 3 episodi (1953)
- Herschel Daugherty in 3 episodi (1954-1955)
- John English in 3 episodi (1954-1955)
- Leslie H. Martinson in 2 episodi (1953-1954)

### Sceneggiatori
Tra gli sceneggiatori sono accreditati:
- Lawrence Kimble in 9 episodi (1953-1955)
- Fredric Brown in 3 episodi (1953-1954)
- Howard J. Green in 2 episodi (1954)

## Distribuzione
La serie fu trasmessa negli Stati Uniti dal 2 ottobre 1953 al 3 luglio 1955 sulla rete televisiva ABC. Fu poi distribuita in syndication anche con il titolo Action Tonight.

## Episodi
| Stagione         | Episodi | Prima TV USA |
| ---------------- | ------- | ------------ |
| Prima stagione   | 52      | 1953-1954    |
| Seconda stagione | 40      | 1954-1955    |